# Alan Opie
Alan Opie OBE (* 22. März 1945 in Redruth) ist ein Opern- und Konzertsänger aus Cornwall im Vereinigten Königreich in der Stimmlage Bariton.

## Leben

### Jugend und Ausbildung
Opie besuchte die Truro School in Cornwall und wurde 1963 Chorschüler am Gonville and Caius College der Cambridge University. Anschließend studierte er an der Guildhall School of Music and Drama in London und am London Opera Centre.

### Karriere
Schon während seines Studiums wurde Alan Opie festes Ensemblemitglied der Sadler’s Wells Opera in London (jetzt: English National Opera, ENO). Opie hat auch an den anderen großen britischen Opernhäusern, wie Scottish Opera, Opera North und Royal Opera House und den britischen Opernfestivals, wie Glyndebourne Festival Opera und Edinburgh Festival gesungen. 1994 hatte er sein Debüt an der Metropolitan Opera in New York City. Ab 1996 war Opie kein festes Mitglied des ENO-Opernhauses mehr, was ihm sein Debüt am Teatro alla Scala in Mailand ermöglichte. Dort gab er die Rolle des Outis in der Welturaufführung der gleichnamigen Oper von Luciano Berio.
International ist er inzwischen in den Opernhäusern von Paris (Opéra Bastille und Théâtre du Châtelet), Straßburg, Florenz, Cagliari, Spoleto, Oslo, Amsterdam, Wien, Brüssel, Berlin (Staatsoper Unter den Linden und Deutsche Oper), Chicago, Los Angeles, San Diego, Santa Fe und Sydney aufgetreten. Er gastiert regelmäßig an der Bayerischen Staatsoper in München, wo er unter anderem als Paolo Albiani in Simon Boccanegra von Giuseppe Verdi, als Sharpless in Madama Butterfly von Giacomo Puccini und als Sixtus Beckmesser in Richard Wagners Die Meistersinger von Nürnberg zu hören war. Den Sixtus Beckmesser hat er auch bei den Bayreuther Festspielen, in Berlin, Amsterdam, Wien und Turin gesungen. Den Sharpless gab er auch am Royal Opera House und der Welsh National Opera. In Candide von Leonard Bernstein trat er am Teatro San Carlo in Neapel auf, in Rigoletto von Giuseppe Verdi an der Opera North und der Oper in Philadelphia und als Scarpia in Tosca von Giacomo Puccini in Toronto mit der Canadian Opera Company. Mit La fille du regiment von Gaetano Donizetti kehrte er zum Royal Opera House in London zurück und sang die Hauptrolle in der Weltpremiere von Michael Berkeleys Oper For You am Linbury Theatre in London. Die lustige Witwe von Franz Lehár führte ihn an die Metropolitan Opera, den Dr. Kolenatý in Die Sache Makropulos von Leoš Janáček gab er an die Mailänder Scala. In einer konzertanten Aufführung mit den New York Philharmonic war er als Förster in Janáčeks Das schlaue Füchslein zu hören. Weitere Partien, die er gesungen hat, sind der Kapitän Balstrode in Peter Grimes von Benjamin Britten, Fieramosca in Benvenuto Cellini von Hector Berlioz und Falstaff in der gleichnamigen Oper von Giuseppe Verdi. Außerdem ist er als Chairman Mao in den Welturaufführung von Madam Mao von Bright Sheng sowie in einer Produktion der Opera Holland Park von Puccinis Gianni Schicchi aufgetreten.
In den Jahren 2013 bis 2018 war er als Don Bartolo in Il barbiere di Siviglia (mit der English National Opera), als Leon Klinghoffer in The Death of Klinghoffer (an der  Metropolitan Opera), Gefängnisdirektor Frank in Die Fledermaus (Metropolitan Opera und Welsh National Opera), als Arbace in Idomeneo (Metropolitan Opera), als Baron Mirko Zeta in Die lustige Witwe (Metropolitan Opera), als Captain Balstrode in Peter Grimes (in der Symphony Hall in Birmingham und an der Accademia Nazionale di Santa Cecilia in Rom), als Herr von Faninal in Der Rosenkavalier (Tanglewood), als Hajný in Rusalka (Metropolitan Opera) und als Giorgio Germont in La traviata (an der Welsh National Opera, der English National Opera und am Teatro Nacional de São Carlos in Lissabon) zu hören.
Zu den Orchestern mit denen Opie zusammen gearbeitet hat gehören unter anderen die Sinfonieorchester von Boston, Chicago, Dallas, San Francisco, das Israel Philharmonic Orchestra, das Gothenburg Symphony Orchestra, die Düsseldorfer Symphoniker, das Sydney Symphony Orchestra, das Bergen Philharmonic Orchestra, Royal Scottish National Orchestra, BBC Symphony Orchestra, London Symphony Orchestra und das BBC Philharmonic.
Auch auf der Konzertbühne ist Alan Opie vertreten. So hat er beispielsweise in San Francisco und Dallas bei Aufführungen von Felix Mendelssohn Bartholdys Elias mitgewirkt, Belshazzar's Feast von William Walton in Dallas, Denver und New York City, Benjamin Brittens War Requiem in Washington, Vaughan Williams A Sea Symphony  in Los Angeles sowie Edward Elgars The Kingdom (mit dem Halle Orchestra), The Apostles (als Beitrag zu den BBC Proms 2007), The Dream of Gerontius (mit dem Royal Scottish National Orchestra) und Scenes from the Saga of King Olaf (mit dem Bergen Symphony Orchestra) gesungen.
Alan Opie hat Aufnahmen für CBS, EMI, Hyperion, Chandos und Decca gemacht und 1996 und 1998 Grammy Awards für Aufnahmen von Brittens Peter Grimes and Wagners Die Meistersinger von Nürnberg erhalten.
Am 17. Dezember 2021 gab Alan Opie über seine Musikagentur Rayfield Allied bekannt, dass er im Alter von 76 Jahren in den Ruhestand gegangen sei. Seinen letzten Auftritt hatte Opie 2020 in der Rolle des Amtmann in Jules Massenets Oper Werther an der Metropolitan Opera in New York City. Aufgrund der COVID19-Pandemie wurde diese Produktion einen Tag vor der Generalprobe abgebrochen.

### Persönliches
Opie und seine Frau Kathleen sind seit 1970 verheiratet und haben einen Sohn und eine Tochter.

## Repertoire (Auswahl)

### Opern
| Komponist                                    | Oper / Operette                | Rolle                              |
| -------------------------------------------- | ------------------------------ | ---------------------------------- |
| John Adams                                   | The Death of Klinghoffer       | Klinghoffer                        |
| Michael Berkeley, Baron Berkeley of Knighton | For You                        |                                    |
| Luciano Berio                                | Outis                          | Outis                              |
| Hector Berlioz                               | Benvenuto Cellini              | Fieramosca                         |
| Leonard Bernstein                            | Candide                        |                                    |
| Harrison Birtwistle                          | The Mask of Orpheus            | Aristæus I                         |
| Benjamin Britten                             | Death in Venice                |                                    |
| Benjamin Britten                             | Peter Grimes                   | Balstrode                          |
| Benjamin Britten                             | Albert Herring                 | Sid                                |
| Ferruccio Busoni                             | Doktor Faust                   | Faust                              |
| Luigi Dallapiccola                           | Ulisse                         | Ulisse                             |
| Gaetano Donizetti                            | Don Pasquale                   | Malatesta                          |
| Gaetano Donizetti                            | La fille du régiment           |                                    |
| Gaetano Donizetti                            | Lucia di Lammermoor            | Enrico                             |
| Charles Gounod                               | Faust                          | Valentin                           |
| Iain Hamilton                                | Anna Karenina                  | Stiva                              |
| Engelbert Humperdinck                        | Königskinder                   | Der Spielmann                      |
| Leoš Janáček                                 | Das schlaue Füchslein          | Forester                           |
| Leoš Janáček                                 | Die Sache Makropulos           | Dr. Kolenatý                       |
| Leoš Janáček                                 | Rusalka                        |                                    |
| Franz Lehár                                  | Die lustige Witwe              |                                    |
| Ruggero Leoncavallo                          | Pagliacci                      | Tonio                              |
| Jules Massenet                               | Don Quichotte                  | Sancho Panza                       |
| Jules Massenet                               | Werther                        | Amtmann                            |
| Wolfgang Amadeus Mozart                      | Così fan tutte                 | Don Alfonso                        |
| Wolfgang Amadeus Mozart                      | Die Zauberflöte                | Papageno                           |
| Wolfgang Amadeus Mozart                      | Idomeneo                       | Arbace                             |
| Francis Poulenc                              | Dialogues des Carmélites       | Marquis de la Force                |
| Giacomo Puccini                              | Madama Butterfly               | Sharpless                          |
| Giacomo Puccini                              | La Bohème                      | Marcello                           |
| Giacomo Puccini                              | Tosca                          | Baron Scarpia                      |
| Giacomo Puccini                              | Gianni Schicchi                |                                    |
| Gioachino Rossini                            | Il barbiere di Siviglia        | Figaro, Dr. Bartolo                |
| Gioachino Rossini                            | L’italiana in Algeri           | Taddeo                             |
| Gioachino Rossini                            | Mosè in Egitto                 | Faraone                            |
| Bright Sheng                                 | Madam Mao                      | Chairman Mao                       |
| Johann Strauss (Sohn)                        | Die Fledermaus                 | Gefängnisdirektor Frank, Dr. Falke |
| Richard Strauss                              | Der Rosenkavalier              | Faninal                            |
| Giuseppe Verdi                               | Ernani                         | Don Carlo                          |
| Giuseppe Verdi                               | Falstaff                       | Falstaff, Ford                     |
| Giuseppe Verdi                               | La forza del destino           | Melitone                           |
| Giuseppe Verdi                               | La traviata                    | Germont                            |
| Giuseppe Verdi                               | Luisa Miller                   | Miller                             |
| Giuseppe Verdi                               | Nabucco                        | Nabucco                            |
| Giuseppe Verdi                               | Otello                         | Montano                            |
| Giuseppe Verdi                               | Rigoletto                      | Rigoletto                          |
| Giuseppe Verdi                               | Simon Boccanegra               | Paolo                              |
| Richard Wagner                               | Die Meistersinger von Nürnberg | Beckmesser                         |
| William Walton                               | The Bear                       | Smirnov                            |
| William Walton                               | Troilus and Cressida           | Diomede                            |

### Vokalwerke
| Komponist                   | Werk                              |
| --------------------------- | --------------------------------- |
| Felix Mendelssohn Bartholdy | Elias                             |
| Johannes Brahms             | Ein Deutsches Requiem             |
| Benjamin Britten            | War Requiem                       |
| Edgar Elgar                 | The Dream of Gerontius            |
| Edgar Elgar                 | The Kingdom                       |
| Edgar Elgar                 | The Apostles                      |
| Edgar Elgar                 | Scenes from the Saga of King Olaf |
| Gabriel Fauré               | Requiem                           |
| Georg Friedrich Händel      | Ezio                              |
| Gustav Mahler               | Das klagende Lied                 |
| Igor Strawinsky             | Oedipus Rex                       |
| Gerard Victory              | Ultima Rerum                      |
| William Walton              | Belshazzar's Feast                |
| Ralph Vaughan Williams      | Hugh the Drover                   |
| Ralph Vaughan Williams      | A Sea Symphony                    |

## Auszeichnungen
- 1998: Laurence Olivier Award „Outstanding Achievement in Opera“ für die Titelrolle in Giuseppe Verdis Falstaff  an der English National Opera[2]
- 1996: Grammy Award für Peter Grimes von Benjamin Britten mit der City of London Sinfonia, dirigiert von Richard Hickox[2]
- 1997: Grammy Award für Die Meistersinger von Nürnberg von Richard Wagner mit dem Chicago Symphony Orchestra and Chorus, dirigiert von Sir Georg Solti[2]
- 2013: Ernennung zum Officer of the Order of the British Empire (OBE) in den 2013 Birthday Honours für Dienste an der Musik[7]

## Aufnahmen (Auswahl)
| Komponist           | Werk                            | Mitwirkende Künstler                                                | Jahr | Label      |
| ------------------- | ------------------------------- | ------------------------------------------------------------------- | ---- | ---------- |
| Giuseppe Verdi      | Otello                          | Chicago Symphony Orchestra und andere dirigiert von Sir Georg Solti | 1991 | Decca      |
| Rutland Boughton    | Bethlehem                       | City of London Sinfonia und andere dirigiert von Alan Melville      | 1993 | Hyperion   |
| Vaughan Williams    | Hugh the Drover                 | Corydon Orchestra and Singers und andere dirigiert von Matthew Best | 1994 | Hyperion   |
| Benjamin Britten    | Peter Grimes                    | City of London Sinfonia et al. dirigiert von Richard Hickox         | 1996 | Chandos    |
| Richard Wagner      | Die Meistersinger von Nürnberg  | Chicago Symphony Orchestra and Chorus dirigiert von Sir Georg Solti | 1997 | Decca      |
| Ruggero Leoncavallo | Pagliacci                       | London Philharmonic Orchestra und andere dirigiert von David Parry  | 1998 | Chandos    |
| Gioachino Rossini   | Il barbiere di Siviglia         | ENO Orchestra and Chorus dirigiert von Gabriele Bellini             | 2000 | Chandos    |
| Giuseppe Verdi      | Rigoletto                       | ENO Orchestra and Chorus dirigiert von Mark Elder                   | 2000 | Chandos    |
| Benjamin Britten    | Death in Venice                 | London Sinfonietta dirigiert von Graeme Jenkins                     | 2002 | Kultur DVD |
| Benjamin Britten    | Peter Grimes                    | ENO Orchestra and Chorus dirigiert von David Atherton               | 2003 | Kultur DVD |
| Dave Brubeck        | Classical Brubeck               | Dave Brubeck Quartet und andere                                     | 2003 | Telarc     |
|                     | Alan Opie sings Bel Canto Arias | Verschiedene                                                        | 2004 | Chandos    |